# Mefiboset
Mefiboset, Mefiboseth, Mefi-boset o Mefivoshet "destructor de la vergüenza" (hebreo מְפִיבֹשֶׁת), según los Libros de Samuel del Tanaj, era hijo de Jonatán, nieto del rey Saúl y padre de Micaías.

## Nombre
Su nombre en hebreo es מְפִיבֹשֶׁת Mefivoshet, que significa “destructor de la vergüenza”, "de la boca de la vergüenza" o "de la boca del dios Bashtu", pero también Merib-baal (Tanaj: מְרִיב־בַּעַל, Trad.: Meriv-Ba'al, Mərîḇ-Báʻal).

## Historia
Según la narración bíblica (2 Samuel 4: 4), Mefiboset tenía cinco años cuando tanto su padre como su abuelo murieron en la Batalla del monte Gilboa. Entonces, su nodriza, temiendo que los filisteos mataran a Mefiboset huyó con él, presa del pánico. En su precipitación, el niño se cayó de mala manera cuando huía. Después de la caída, se quedó cojo.
Algunos años más tarde, después de su acceso a la realeza de la Monarquía Unida, el rey David buscó a 'alguien de la casa de Saúl, a quien pueda mostrar la bondad de Dios' y Mefiboset fue llevado ante él. David restauró la herencia de Saúl a Mefiboset y le permitió vivir en su palacio en Jerusalén. David puso a un mayordomo llamado Siba a cargo de la propiedad restaurada de Mefiboset pero durante la rebelión de Absalón, infructuosamente Siba intentó poner a David en contra de Mefiboset. Cuando el rey regresó a Jerusalén, Mefiboset fue reivindicado y se le permitió permanecer en palacio (2 Sam. 19:24-30).